# Eurynome (geslacht)
Eurynome is een geslacht van spinkrabben.

## Soortenlijst
- Eurynome aspera (Pennant, 1777) - Paddenstoelkrab
- Eurynome bituberculata Griffin, 1964
- Eurynome erosa A. Milne-Edwards, 1873
- Eurynome parvirostris Forest & Guinot, 1966
- Eurynome spinosa Hailstone, 1835